# Guzmania lingulata
Guzmania lingulata (лат.) — вид растений рода Гусмания (Guzmania), семейства Бромелиевые (Bromeliaceae), естественно произрастающий на территории центральной Америки и северной части Южной Америки. 
Используется в качестве декоративного растения.

## Описание

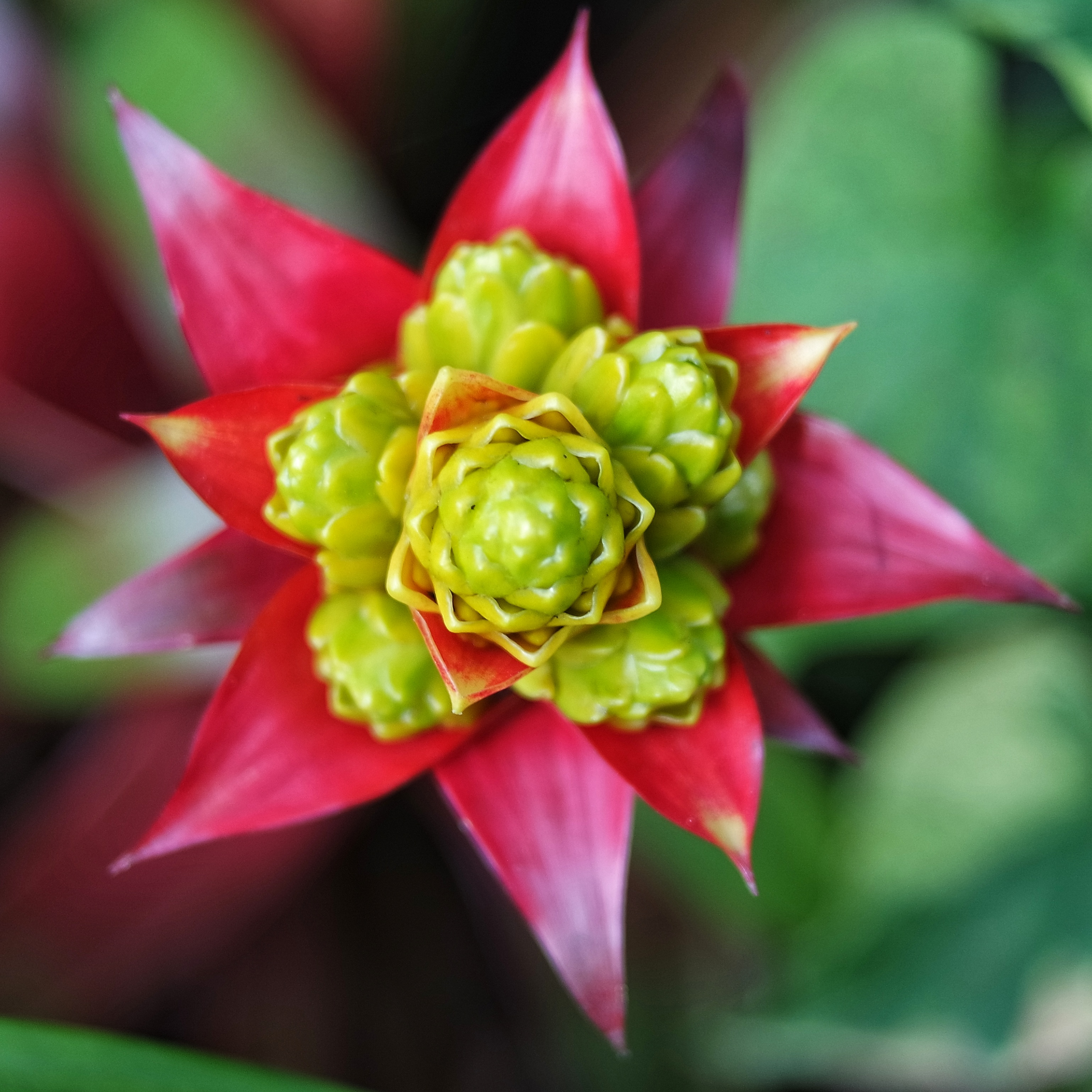
Цветочная головка

Guzmania lingulata — многолетний эпифит, в основном произрастающий во влажном тропическом биоме.
Растение, имеет листву длиной до 45 см (18 дюймов). Зеленые листья, образуют воронковидную розетку. Стебель цветка обычно короче листьев. Цветочная головка шаровидная, содержит до 50 цветков с белыми лепестками. Прицветники имеют красный или розовый цвет. Цветки часто держатся от 2 до 4 месяцев.

## Таксономия

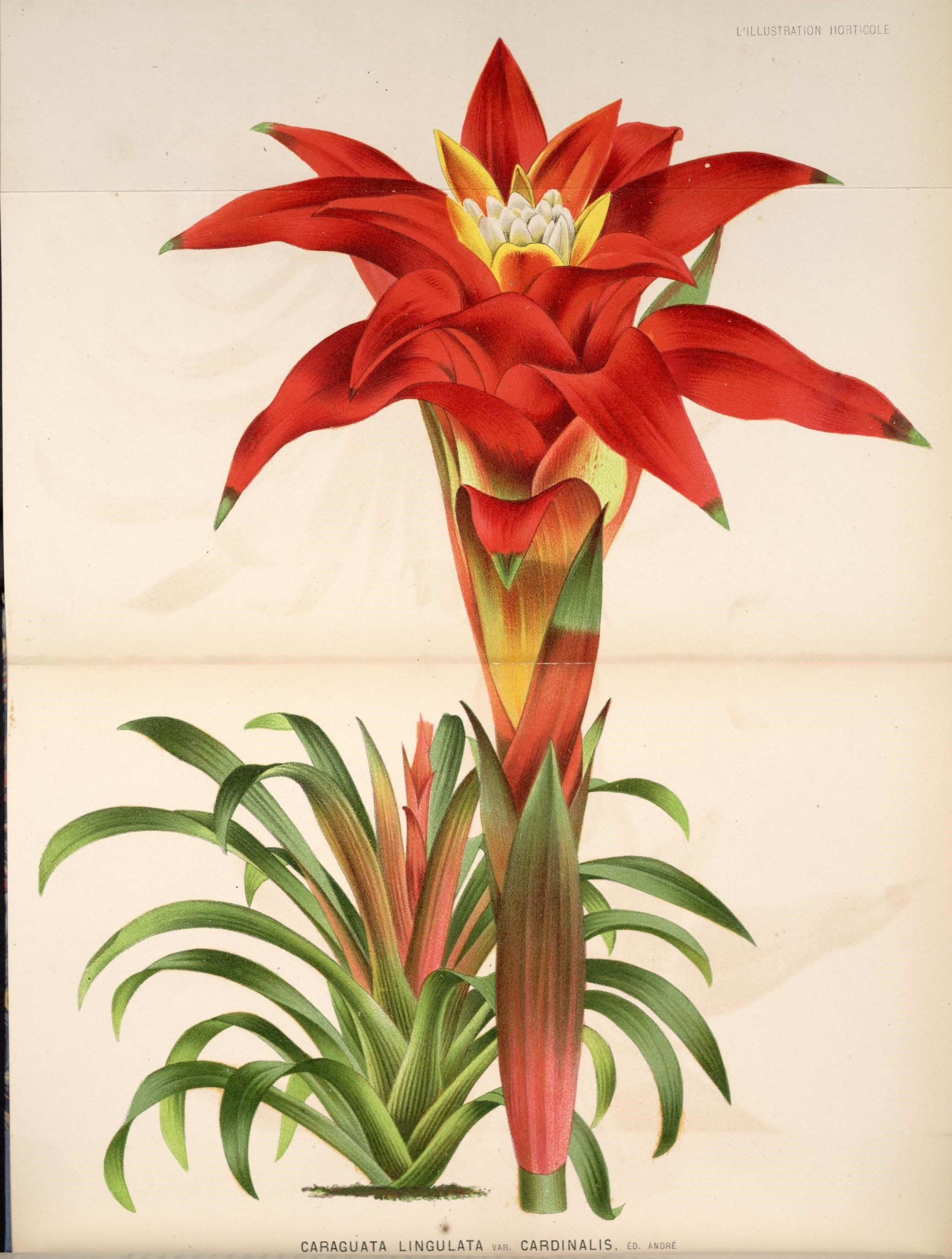
Ботаническая иллюстрация

Guzmania lingulata (L.) Mez, первое упоминание в Monogr. Phan. 9: 899 (1896).

### Синонимы
Гомотипные (основанные на одном и том же номенклатурном типе):
- Caraguata lingulata (L.) Lindl. (1827)
- Tillandsia clavata D.Dietr. (1840)
- Tillandsia lingulata L. (1753)

### Разновидности
Согласно данным сайта WFO Plantlist на июнь 2023 года, вид имеет 4 разновидности:
- Guzmania lingulata var. cardinalis (André) Mez
- Guzmania lingulata var. flammea (L.B.Sm.) L.B.Sm.
- Guzmania lingulata var. lingulata
- Guzmania lingulata var. minor (Mez) L.B.Sm. & Pittendr.